# Сборная Испании по кёрлингу на колясках
Смешанная сборная Испании по кёрлингу на колясках — национальная сборная команда (в которую могут входить как мужчины, так и женщины), представляет Испанию на международных соревнованиях по кёрлингу на колясках. Управляющей организацией выступает Федерация видов спорта на льду Испании (исп. Federación Española de Deportes de Hielo, англ. Spanish Ice Sports Federation).

## Результаты выступлений

### Чемпионат мира по кёрлингу на колясках (группа B)
| Год     | Место | И  | В | П | Состав |
| ------- | ----- | -- | - | - | --- |
| 2023/24 | 10    | 10 | 1 | 9 | Anna Rodríguez, Ángel Gómez, Bertrand Tramont (скип), Nathalie Noireau, запасной: Miguel García, тренеры: Maria Fernandez Picado, Ana Belen Barcena Prior |
| 2024/25 | 9     | 10 | 3 | 7 | Angel Pinyol Gomez, Bertrand Tramont (скип), Anna Nadal Rodríguez, Nathalie Carpanedo Noireau, тренер: Maria Fernandez Picado                             |

(источник:)